# Уилфрид Бони
Уилфрид Гемянд Бони (на френски: Wilfried Guemiand Bony; роден на 10 декември 1988 г. в Бинжервил) е котдивоарски футболист, който играе като нападател.

## Клубна кариера
Професионалната си кариера започва в котдивоарския „Исия Уази“ през 2006 г. През октомври 2007 г. е даден под наем на „Спарта“ (Прага), където играе в резервите. Малко след това подписва договор със „Спарта“ и е прехвърлен в първия отбор, където отбелязва 22 гола в 59 мача. На 30 януари 2011 г. подписва договор с холандския „Витесе“ за три и половина години. През сезон 2012/13 е най-резултатният футболист в холандската лига с 31 гола в 30 мача. Избран е за най-добър играч в Нидерландия. На 11 юли 2013 г. подписва договор със „Суонзи Сити“. Уелският клуб плаща за него 12 милиона £. На 14 януари 2015 г. подписва договор с „Манчестър Сити“ за 4,5 години; сумата на трансфера е 25 милиона £.